# Ezequiel Montagna
Ezequiel Montagna (Mar del Plata, 8 giugno 1994) è un calciatore argentino, attaccante del San Martín (SJ).

## Caratteristiche tecniche
È un'ala mancina.

## Carriera
Cresciuto nelle giovanili del San Lorenzo, ha esordito il 6 febbraio 2016 con la maglia del San Martín (SJ) in occasione del match vinto 2-1 contro il Newell's Old Boys.

## Statistiche

### Presenze e reti nei club
Statistiche aggiornate al 17 aprile 2018.
| Stagione        | Squadra         | Campionato      | Campionato | Campionato | Coppe nazionali | Coppe nazionali | Coppe nazionali | Coppe continentali | Coppe continentali | Coppe continentali | Altre coppe | Altre coppe | Altre coppe | Totale | Totale | Totale |
| Stagione        | Squadra         | Comp            | Pres       | Reti       | Comp            | Pres            | Reti            | Comp               | Pres               | Reti               | Comp        | Pres        | Reti        | Pres   | Reti   |        |
| --------------- | --------------- | --------------- | ---------- | ---------- | --------------- | --------------- | --------------- | ------------------ | ------------------ | ------------------ | ----------- | ----------- | ----------- | ------ | ------ | ------ |
| 2016            | San Martín (SJ) | PD              | 11         | 2          | CA              | 1               | 0               |                    | -                  | -                  |             | -           | -           | 12     | 2      |        |
| 2016-2017       | San Martín (SJ) | PD              | 23         | 2          | CA              | 1               | 0               |                    | -                  | -                  |             | -           | -           | 24     | 2      |        |
| 2017-2018       | Temperley       | PD              | 14         | 0          | CA              | 1               | 0               |                    | -                  | -                  |             | -           | -           | 15     | 0      |        |
| Totale carriera | Totale carriera | Totale carriera | 48         | 4          |                 | 3               | 0               |                    | 0                  | 0                  |             | -           | -           | 51     | 4      |        |